# Dragon MSX
Il Dragon MSX era un home computer facente parte della famiglia degli MSX 1.
È stato progettato da Radofin (i creatori del Mattel Aquarius) per Dragon Data, che era ben conosciuto per il suo home computer Dragon 64, un clone del TRS-80 Color Computer.
È molto raro, dal momento che furono costruiti soltanto alcuni prototipi.

## Informazioni tecniche
- Microprocessore: Zilog Z80A con clock a 3.58 MHz
- ROM: 32 KB
  - BIOS (16 KB)
  - MSX BASIC V1.0 (16 KB)
- RAM: 64 KB
- Video Display Processor: Texas Instruments TMS9918 con una RAM Video di 16 KB e queste modalità video disponibili per il BASIC:
  - SCREEN 0 : testo a 40 × 24 caratteri, 2 colori
  - SCREEN 1 : testo a 32 × 24 caratteri, 16 colori
  - SCREEN 2 : grafica a 256 × 192 pixel, 16 colori
  - SCREEN 3 : grafica a 64 × 48, 16 colori
  - Sprite: 32, 1 colore, al massimo 4 per linea orizzontale
- Chip sonoro: General Instrument AY-3-8910 (PSG)